# 防災建築街区造成法
防災建築街区造成法（ぼうさいけんちくがいくぞうせいほう、昭和36年6月1日法律第110号）は、耐火建築促進法に基づく防火建築帯造成を拡充強化したものであり、従来の建築主に加えて、地方公共団体、防災建築街区造成組合等により防災建築物の整備を促進し、防災建築街区を造成するための法律である。
防火建築帯（耐火建築促進法）が、延焼抑止帯の形成を目的としていたことに対し、防災建築街区（防災建築街区造成法）では、火災または津波、高潮もしくは出水による災害の防止上有効な性能を有する建築物の整備まで拡充するとともに、防災建築街区の指定要件として建築基準法39条1項の災害危険区域内等、または、防火地域内にある土地であること等としている。防災建築街区造成法に基づく防災街区は、被災地の復興の他、商業空間や居住空間の整備、近代的街並みの形成等にもつながることから多くの都市で事業実施に至った。防災建築街区造成法は、市街地改造法とともに、都市再開発法の成立を受けて同法に整理・統合されて今日に至っている。都市再開発法に基づく市街地再開発事業も多くの都市で事業実施されている。

## 法の目的等
○防災建築街区造成法（昭和36年6月1日法律第110号）
（目的）
第一条　この法律は、防災建築街区における防災建築物及びその敷地の整備について必要な事項を規定することにより、都市における災害の防止を図り、あわせて土地の合理的利用の増進及び環境の整備改善に資し、もつて公共の福祉に寄与することを目的とする。
（定義）
第二条　この法律において、次の各号に掲げる用語の意義は、それぞれ当該各号に定めるところによる。
　一　災害　火災又は津波、高潮若しくは出水による災害をいう。
　二　防災建築物　災害の防止上有効な性能を有する建築基準法（昭和二十五年法律第二百一号）第二条第九号の二に規定する耐火建築物（以下「耐火建築物」という。）及びその附帯施設で政令で定めるものをいう。
　三　防災建築街区　次条第一項の規定により指定された街区をいう。
　四　借地権　建物の所有を目的とする地上権及び賃借権をいう。ただし、臨時設備その他一時使用のため設定されたことが明らかなものを除く。
　五　借家権　建物の賃借権をいう。ただし、一時使用のため設定されたことが明らかなものを除く。
（防災建築街区）
第三条　建設大臣は、関係市町村の申出に基づき、建築基準法第三十九条第一項の災害危険区域内で都市計画法（大正八年法律第三十六号）第二条に規定する都市計画区域内にある土地又は建築基準法第六十条第一項の防火地域内にある土地について、防災建築物及びその敷地を整備すべき街区を防災建築街区として指定することができる。この場合においては、あらかじめ、自治大臣と協議しなければならない。
2　防災建築街区は、都市の枢要地帯において、災害を効果的に防止することを考慮して、系統的に配置されるように、指定しなければならない。
3　建設大臣は、第一項の規定により防災建築街区を指定したときは、遅滞なく、これを官報で告示しなければならない。
（以下、略）

## 防災建築街区造成事業

### 制度的特色
本法のもとになった耐火建築促進法に基づく防火建築帯造成事業と比較して以下の特色があるとされている。
・規模の強化：防火建築帯という線状の不燃化から街区規模での再開発をめざした。
・主体の強化：防災建築街区造成組合による関係権利者の自主的な取り組みに依拠している。
・支援の拡充：耐火建築促進法による建築費への補助（通常建築物と不燃建築物の建築費の差額の1/3を補助）から、街区基本計画作成費、事業計画費、調査設計費、共同付帯施設整備費等への補助に切り替え。
注）建築費の補助については、国会審議において、政府委員が、従来の耐火建築促進法においては差額建築費の1/2（うち国費1/4）、防災建築街区造成法においては調査設計費、共同付帯施設等に対して2/3（うち国費1/3）と回答しており、上記内容と異なっている。「国土建設の現況」では、「防火建築帯の区域内に耐火建築物を建てる者に対して、耐火建築物と木造建築物との標準建築費の差額の1/2（災害による場合は火災発生の日から1年間に限り2/3）を補助」となっている。
なお、街区基本計画は、防災建築街区造成法施行令第二条第一項第一号に規定されるもので「防災建築物の敷地、位置、構造等に関する基本計画」とされるもので、事業実施に先立って市町村が作成しなければならないとされるものであった。
また、本法と同日に成立した市街地改造法に基づく市街地改造事業と比較して以下の特色があるとされている。
・事業施行者が原則として民間であること
・広場の拡張や道路の拡幅といった公共施設の整備が行われる地域に限定されない（防火地域であれば事業が可能）

### 災害危険区域における防災建築街区造成事業
防災建築街区造成事業は、従前の耐火建築促進法で対象としていた防火のみならず、津波、高潮、出水による災害を対象にして、災害を防止する街区を整備するものであり、災害危険区域も事業の指定要件のひとつになっていた。これは、昭和34年の伊勢湾台風による被災、それにより整備された名古屋市条例（建築基準法条例）による臨港部での災害危険区域 指定を背景にしている。災害危険区域は、当時、大阪と名古屋で指定されていた。防災建築街区造成法案審議では、当時の住宅局長が「（名古屋市）築地口におきましては、災害危険区域のところを街区造成しよう、というような機運が進んで」いると説明している。
名古屋市の災害危険区域（名古屋市臨海部防災区域建築条例により指定された臨海部防災区域（昭和36年6月1日施行は防災建築街区造成法の成立と同日））は、防災建築街区造成事業の具体的な候補地であったが、その後、同市内においては豊田地区の2街区のみで本事業が実施され、災害危険区域＝臨海部防災区域では事業化されなかったと考えられる。

### 事業実施地区
防災建築街区造成事業は昭和36年度から昭和43年度の間、8か年度にわたって実施された。昭和40年度までの5か年度に、68都市において287街区で組合認可又は街区指定がされ、うち、街区面積33,223㎡において827,786㎡の防災建築物が整備された。。また、代表的なものとして以下の街区が挙げられている。
・釧路北大通3丁目地区、札幌駅前南二西三街区、船橋本町通街区、立川駅北口街区、横浜関内駅前街区、藤沢駅南第1街区、藤沢辻堂駅前第2街区、厚木中央通街区、蒲郡駅前第1街区、岐阜駅前街区、彦根銀座街区、大阪阪神千船駅前街区、布施小坂駅前街区、和泉府中駅前街区、豊中服部駅東第1街区、神戸元町6丁目第1街区、神戸相生町第1街区、神戸湊川第1街区、神戸布三街区、徳山銀南街区、長崎玉江第1街区

## 各地の防災街区造成事業

### 大宮市（現・さいたま市）（新共栄ビル他）

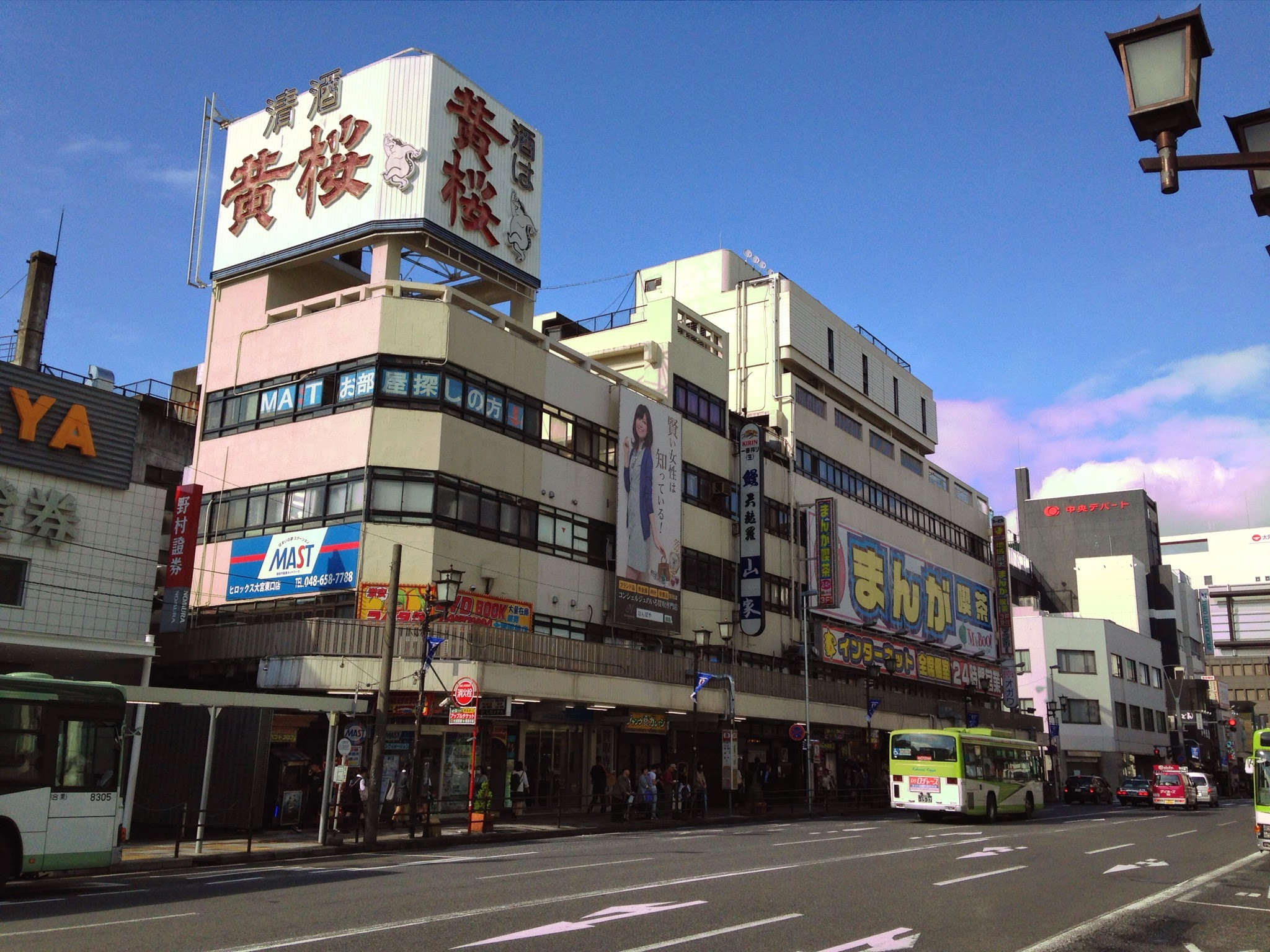
さいたま市（新共栄ビル他）

大宮駅東口駅前通りに建つ「新共栄ビル」は、防災街区造成事業の初年度である昭和36年度に建設されたものである。大宮駅前では、昭和36年度に完成した「新共栄ビル」「角井ビル」のあるAブロックの他、結果的に建築されなかったものの、大宮駅から旧中山道までの区間に位置するBブロック、Cブロック（現、大宮高島屋を含むブロック）において共同化が計画されていた。これらの各ブロックは地下歩道で連結される計画であった。昭和36年度に完成した「新共栄ビル」の南側歩道の地下には地下歩道が造成され、旧中山道を渡ることができる。また、「角井ビル」とも地下歩道で連結されているとされる。防災街区造成事業は昭和36年度から開始されたものであるが、同年度に建設されたAブロックの建築物は、前年度まで制度化されていた耐火建築促進法による「防火建築帯造成事業」の特徴である奥行き11mによって計画されている。これは、昭和35年度以前に計画されていたものが、昭和36年度にずれ込み、結果的に適用された制度が新法による防災建築街区造成事業になったものと考えられ、ちょうど制度的に過渡期にある建築の特色をもっている。なお、各地の防火建築帯及び防災建築街区を設計した日本不燃建築研究所（今泉善一）が設計をしている。

### 藤沢市（391街区）

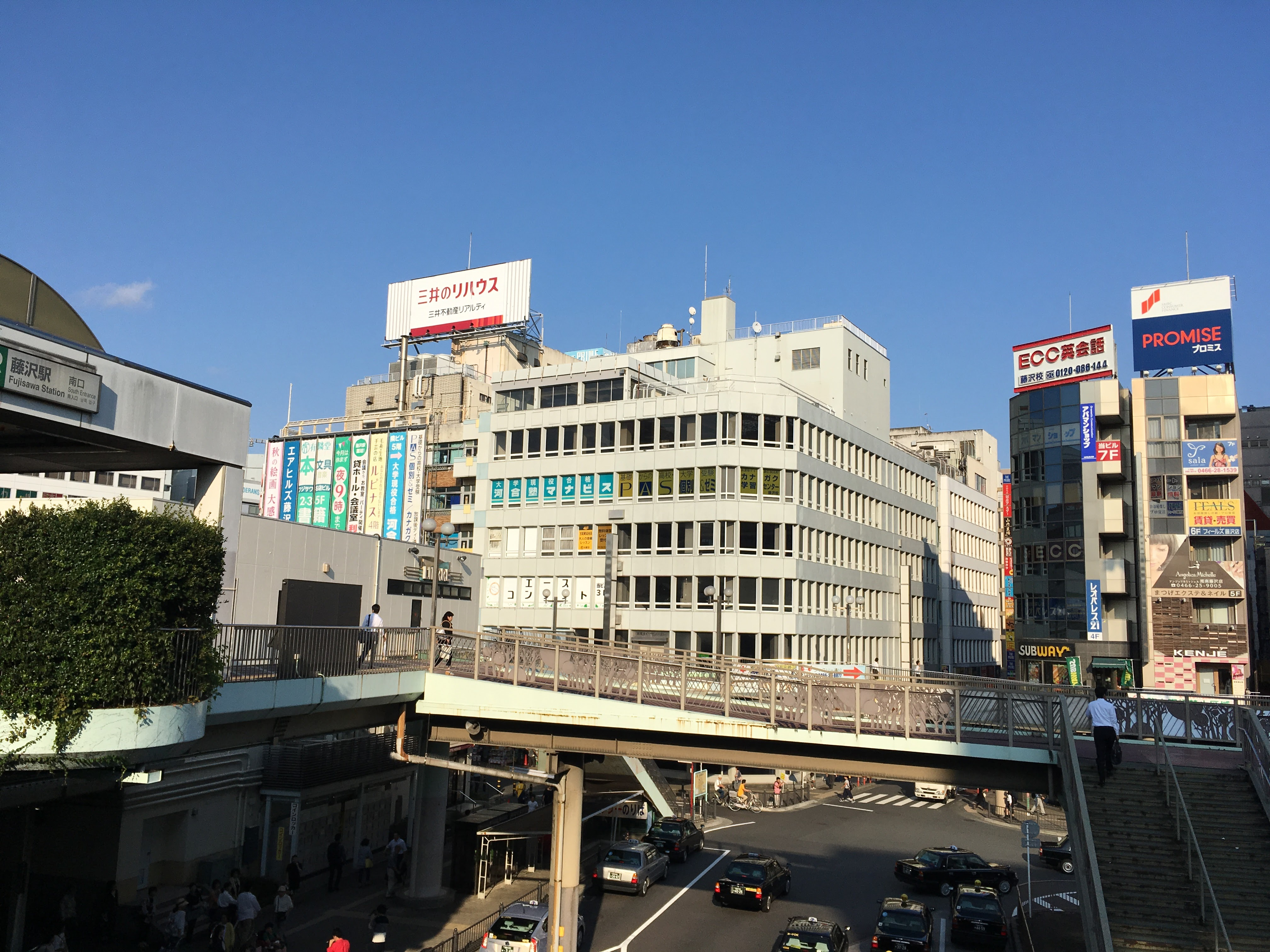
藤沢市（391街区）

藤沢駅南口に建つ3棟の建築物によって構成される「391街区」は、防災街区造成事業によって、一体的に計画・設計・完成したものである。3棟のビルの完成は、フジサワ名店ビル1965年（昭和40年）11月、ダイヤモンドビル1966年（昭和41年）12月、C-Dビル1971年（昭和46年）11月と前後しているが、街区の中央に中庭形式の広場（はぜの木広場）をもち、街区周囲の道路から、1階部分の通り抜け通路によりアプローチできるようにしている。これは計画当時、藤沢市建設部長であった菅原文哉と建設省計画局区画整理課課長補佐であった石川允による構想であった。従来の路線型の空間構成と異なり、まさに街区としての空間が計画・実現されていたといえる。「391街区」の広場は、藤沢市所有の公有地であり、通り抜け通路は公道であるとされる。道路の上空を占用して、各ビルが2階以上を公道上に張り出している。
なお、非戦災都市であった藤沢市は、藤沢駅周辺で土地区画整理事業（都市改造事業・藤沢駅南部地区土地区画整理事業）による基盤整備を実施しており、同時に、駅前広場に面した街区で防災建築街区造成事業を用いて建築物を整備する計画を立案していた（1961-62年、藤沢駅前南部地区防災建築街区の街区基本計画、日本不燃建築研究所に委託）。各街区は「391街区」と同様に中庭型の広場と通り抜け通路を有する計画であったが、実現はしなかった。

## 現在も効力を有する制限事項
防災建築街区造成法は、市街地改造法とともに、都市再開発法の施行に伴い廃止になった（都市再開発法附則第三条）。ただし、市街地改造事業等に関する経過措置（都市再開発法附則第四条）により、都市再開発法の施行後もなおその効力を有するとされている。
地方公共団体が施行する防災建築街区造成事業については、市街地改造法（公共施設の整備に関連する市街地の改造に関する法律（昭和三十六年法律第百九号））の規定を準用して実施している場合があり、市街地改造法第十三条の規定を準用し、防災建築街区内において、事業の施行の障害となるおそれのある土地の形質の変更・建築物の新築等の行為をしようとする場合は、建設大臣（現国土交通大臣）または都道府県知事の許可を受けなければならないとされる。
また、宅地建物取引業法（昭和二十七年六月十日法律第百七十六号）第三十五条に基づく重要事項の説明においては、同法施行令第三条第一項第八号において、市街地改造法第十三条第一項（都市再開発法 附則第四条第二項 の規定によりなおその効力を有するものとされる旧防災建築街区造成法第五十五条第一項 において準用する場合に限る。）が規定され、重要事項説明の対象とされている。